# Phenomenon (álbum de UFO)
Phenomenon es el tercer álbum de estudio de la banda británica de hard rock y heavy metal UFO, publicado en 1974 por Chrysalis Records.

## Detalles
Este LP es la primera producción grabada con el guitarrista alemán Michael Schenker, que entró en reemplazo de Bernie Marsden a mediados de 1973.
Con la llegada de Schenker el grupo dejó atrás los sonidos del rock psicodélico y rock espacial de sus anteriores trabajos, para enfocarse de lleno en el hard rock y heavy metal. 
El disco fue grabado en los Estudios Morgan de Londres y fue producido por Leo Lyons, bajista de la banda Ten Years After. En cuanto a su portada fue creada por el grupo Hipgnosis.
Es uno de los discos claves para las bandas británicas nacidas a fines de los setenta y principios de los ochenta como Iron Maiden, que generalmente toca la versión original de «Doctor Doctor», para iniciar su espectáculo en vivo. También esta misma banda versionó el tema para su disco Best of the B-Sides.

## Lista de canciones
| N.º | Título              | Escritor(es)   | Duración |  |
| 1.  | «Oh, My»            | Way, Mogg      | 2:26     |  |
| 2.  | «Crystal Light»     | Schenker, Mogg | 3:47     |  |
| 3.  | «Doctor Doctor»     | Schenker, Mogg | 4:10     |  |
| 4.  | «Space Child»       | Schenker, Mogg | 4:01     |  |
| 5.  | «Rock Bottom»       | Schenker, Mogg | 6:32     |  |
| 6.  | «Too Young to Know» | Way, Mogg      | 3:10     |  |
| 7.  | «Time on My Hands»  | Schenker, Mogg | 4:10     |  |
| 8.  | «Built for Comfort» | Way, Dixon     | 3:01     |  |
| 9.  | «Lipstick Traces»   | Schenker       | 2:20     |  |
| 10. | «Queen of the Deep» | Schenker, Mogg | 5:49     |  |

| Pistas adicionales en reedición de 2007 |                                                     |                             |          |  |
| N.º                                     | Título                                              | Escritor(es)                | Duración |  |
| 11.                                     | «Sixteen» (demo)                                    | Schenker, Mogg, Way, Parker | 3:48     |  |
| 12.                                     | «Oh My» (demo)                                      | Schenker, Mogg, Way, Parker | 4:12     |  |
| 13.                                     | «Give Her the Gun» (versión sencillo)               | Schenker, Mogg              | 3:58     |  |
| 14.                                     | «Sweet Little Thing» (lado B de «Give Her the Gun») | Mogg, Way                   | 3:51     |  |
| 15.                                     | «Sixteen» (canción inédita)                         | Schenker, Mogg, Way, Parker | 3:55     |  |
| 16.                                     | «Doctor Doctor» (en vivo 06.06.1974)                | Schenker, Mogg              | 4:24     |  |

## Músicos
- Phil Mogg: voz
- Michael Schenker: guitarra eléctrica
- Pete Way: bajo
- Andy Parker: batería